# セント・ジョンズ・カレッジ (オックスフォード大学)
セント・ジョンズ・カレッジ（英語: St John's College）は、イングランドにあるオックスフォード大学の構成カレッジの一つ。1555年に男子校として設立され、1979年から男女共学になっている。その創設者であるサー・トーマス・ホワイトは、教育を受けたローマ・カトリック聖職者の情報源を提供して、メアリー女王の下での対抗宗教改革を支援することを意図していた。
セント・ジョンズはオックスフォード大学で最も裕福なカレッジであり、2020年の時点で6億ポンドの財政的寄付があり、これは主に、オックスフォード市の土地を19世紀から郊外開発したことによる収益からである。

## 歴史

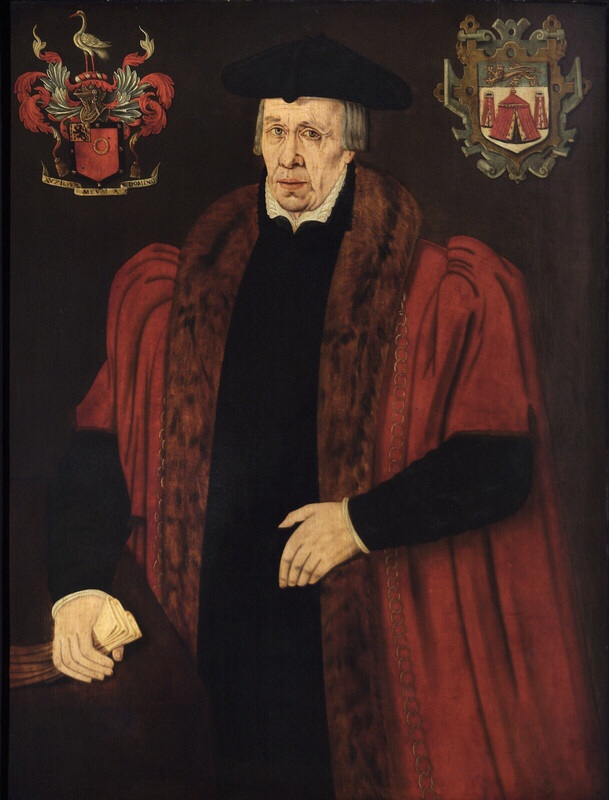
大学の創設者、トーマス・ホワイト

1555年5月1日、ロンドン市長であったサー・トーマス・ホワイトは、オックスフォード大学内に学生の教育のための慈善団体を設立するための財団の王立特許を取得した。

## 建物

### フロント・クワドラングル

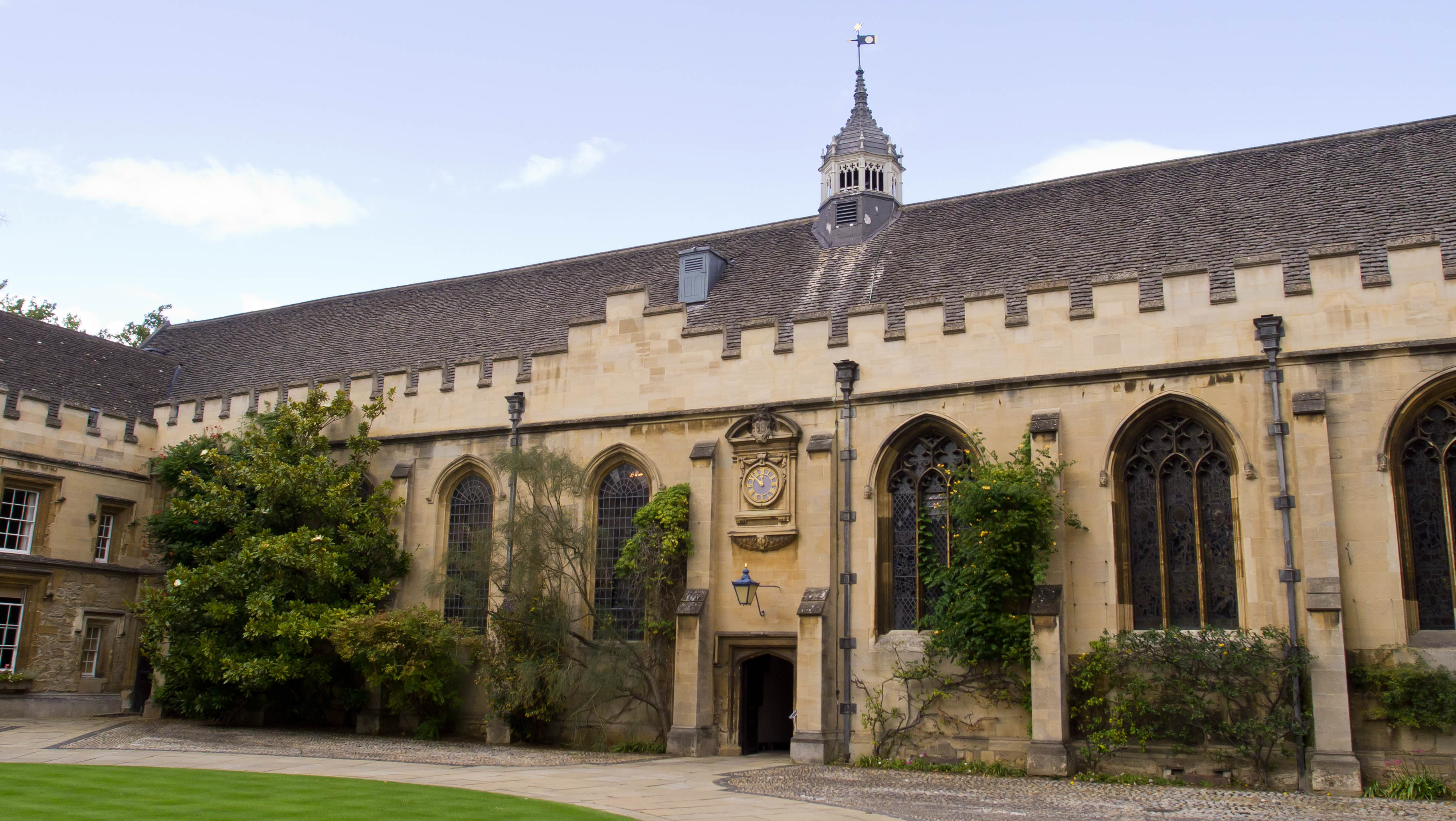
フロント・クワッド

フロント・クワドラングルは、主にシトー会セント・バーナード・カレッジのために建てられた建物で構成されている。

#### チャペル

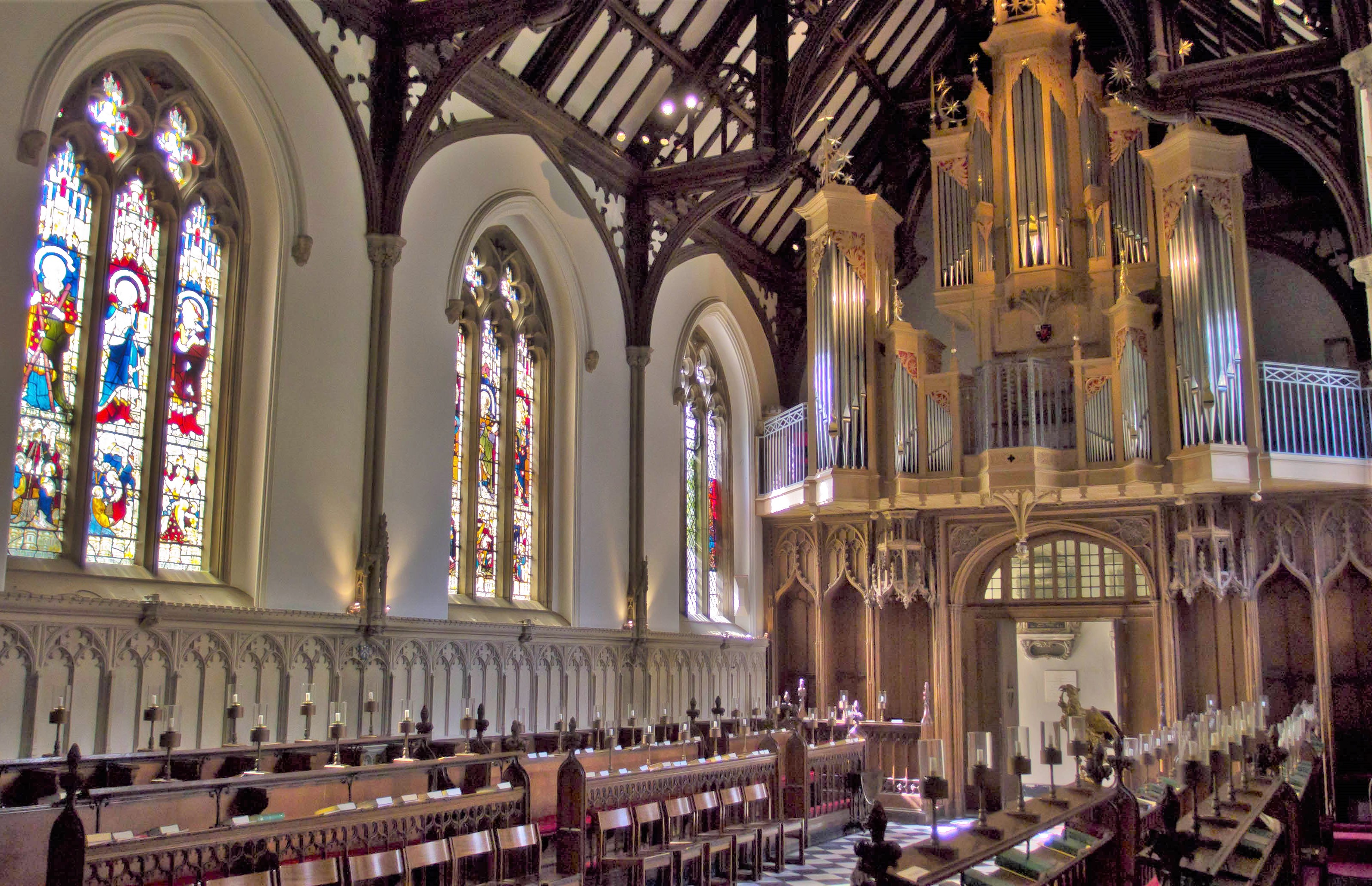
西向きのチャペル

チャペルは1530年に建設され、クレルヴォーの聖ベルナールに捧げられた。1557年に洗礼者聖ヨハネに再び献堂された。

### カンタベリー・クワドラングル
このクワッドは、オックスフォードにおけるイタリア・ルネサンス建築の最初の例である。これはラウド大司教によって実質的に委託され、1636年に完成した。

### サー・トーマス・ホワイト・クワドラングル

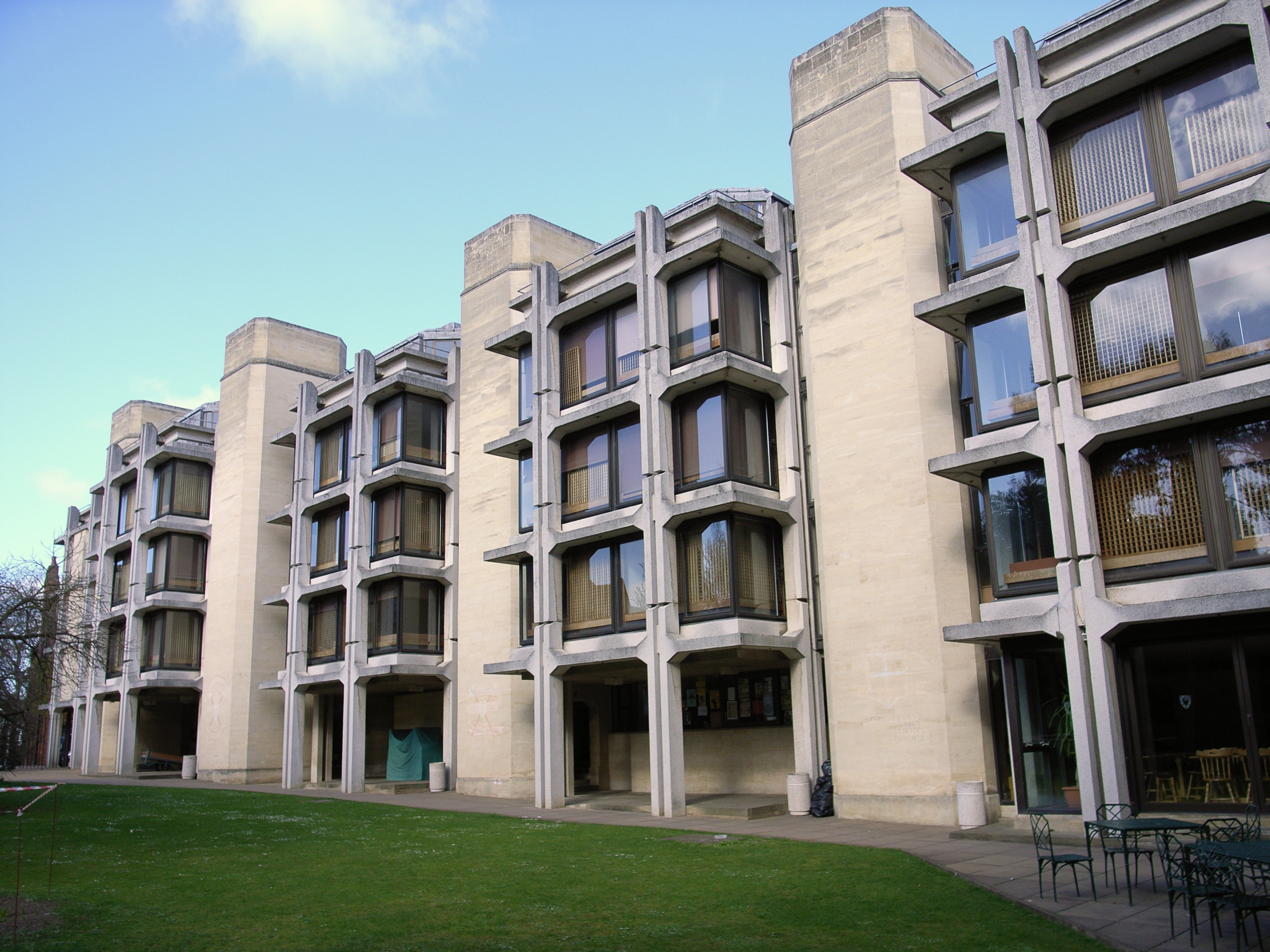
トーマス・ホワイト・クワッド

1972年から1975年に建てられたこの建物は、実際には四角形ではなく、庭園の一部を囲むL字型の建物である。

### ガーデン・クワッドラングル

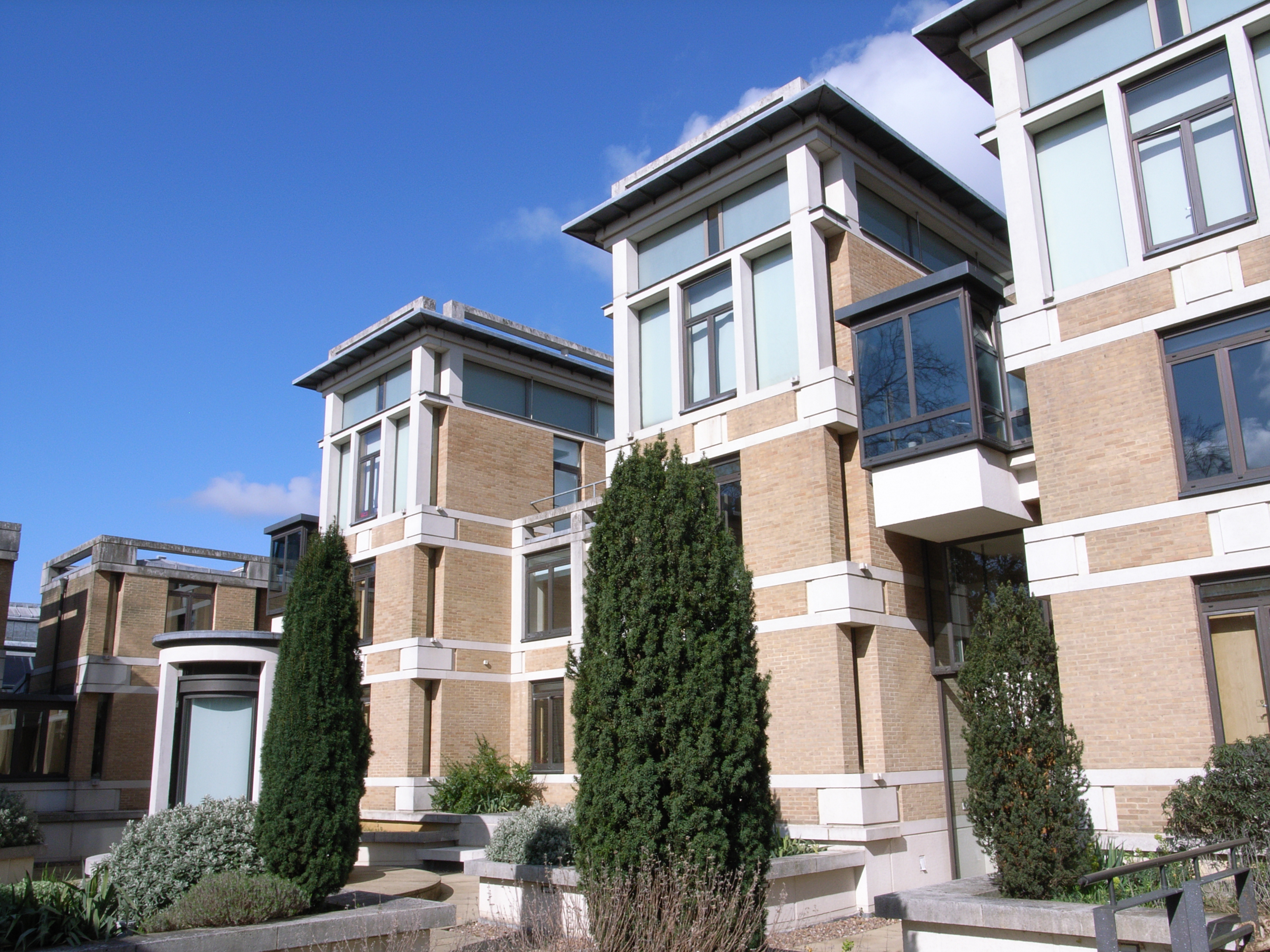
ガーデンクワッド

ガーデン・クワッドラングルは、カレッジの講堂、学生室、キッチンを含むMJPアーキテクツの現代的な（1993年）ネオ・イタリアン・デザインである。複雑な構造は、従来のクワッドラングルとは大きく異なる。

### セントジャイルズの東側の資産

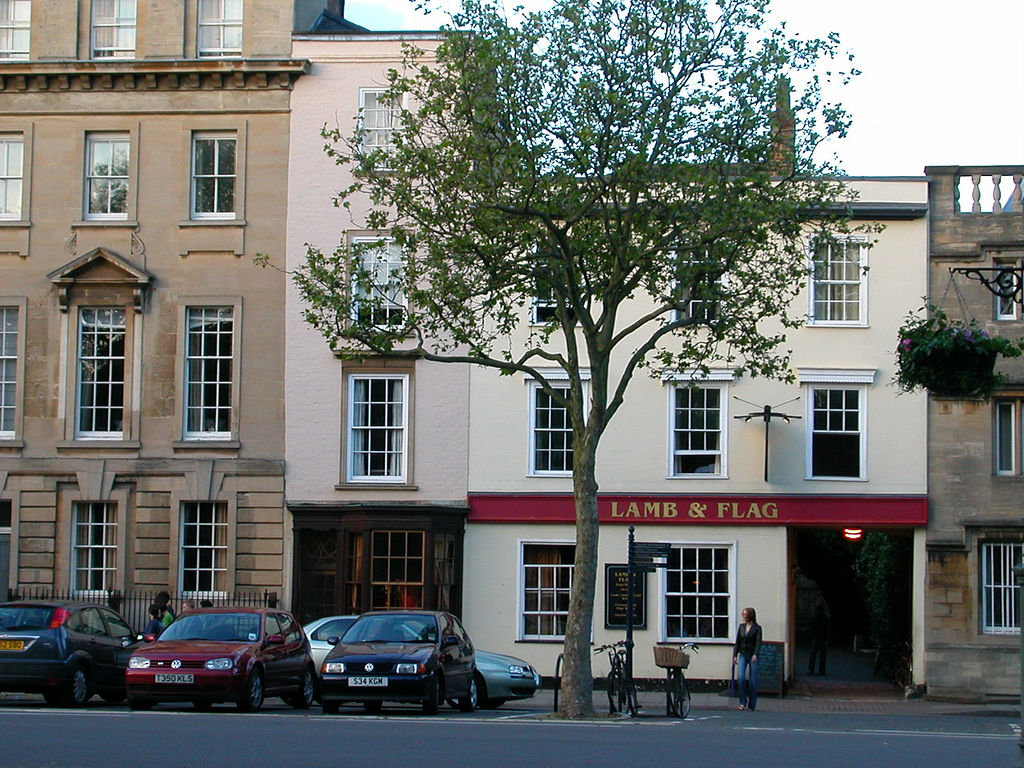
ラム・アンド・フラッグ（大学が所有および運営）

カレッジは現在、セント・ジャイルズの東側にあるほとんどすべての建物を所有している。

### ギャラリー

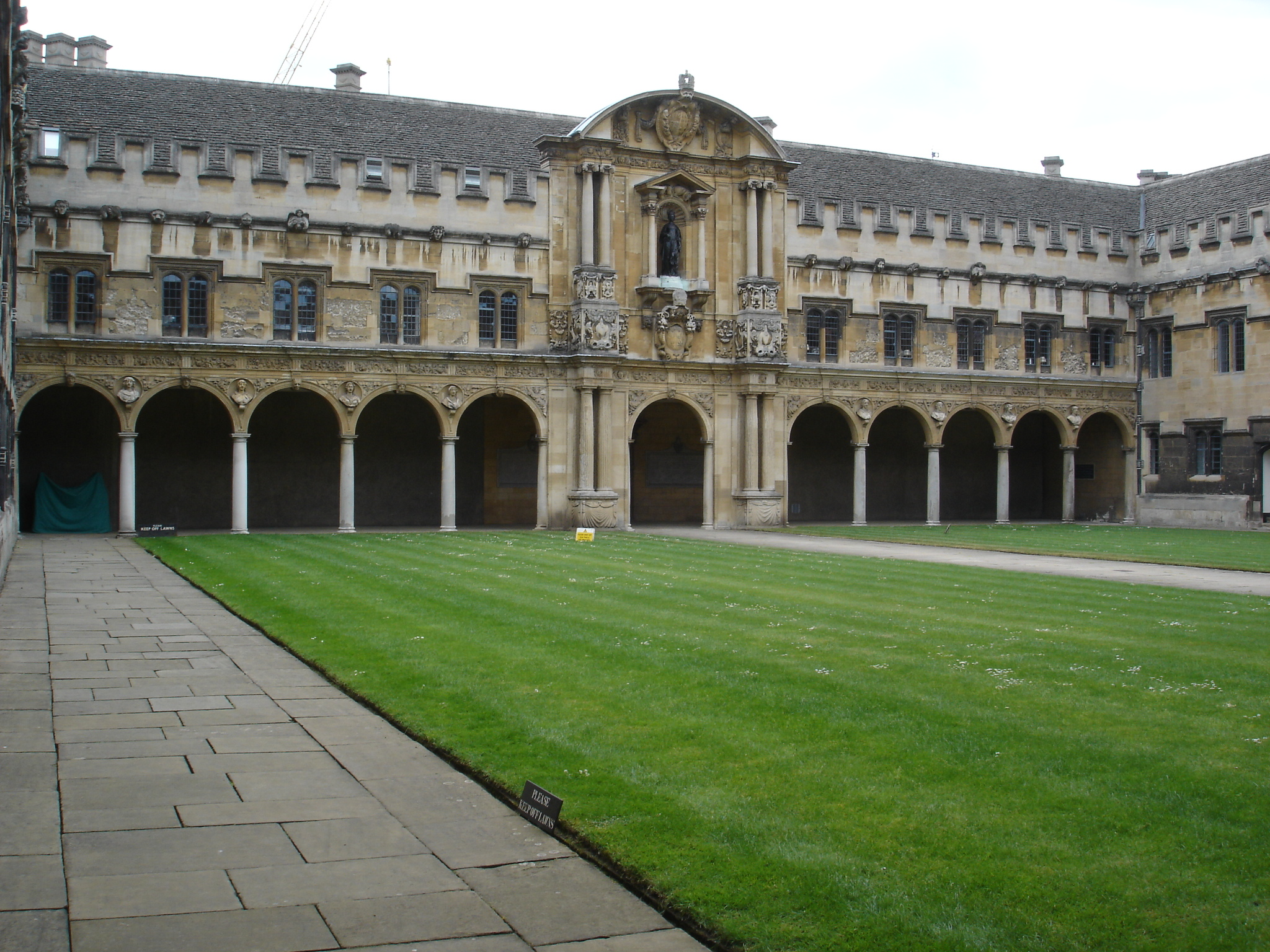
カンタベリークワッド
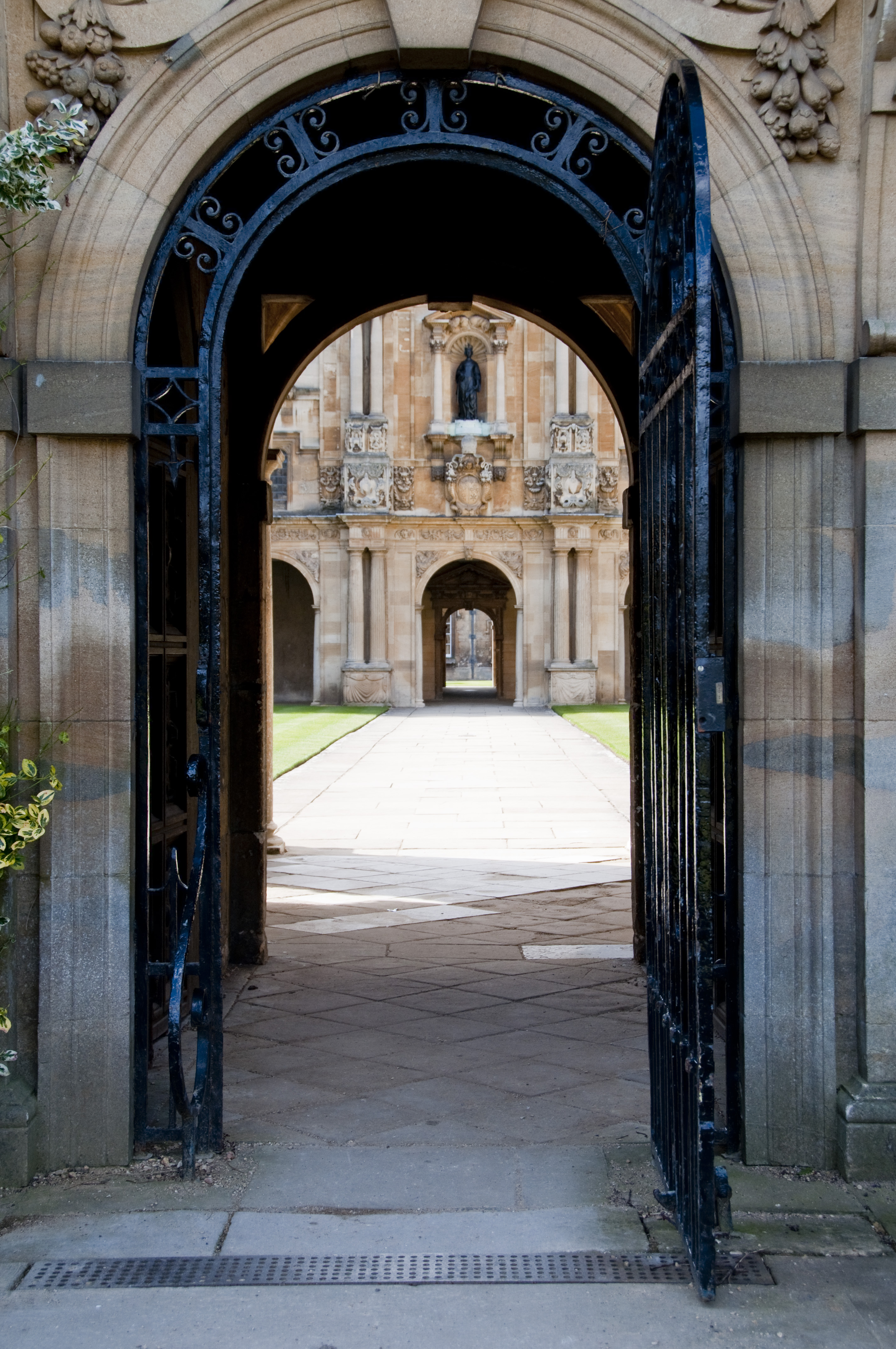
庭からの門
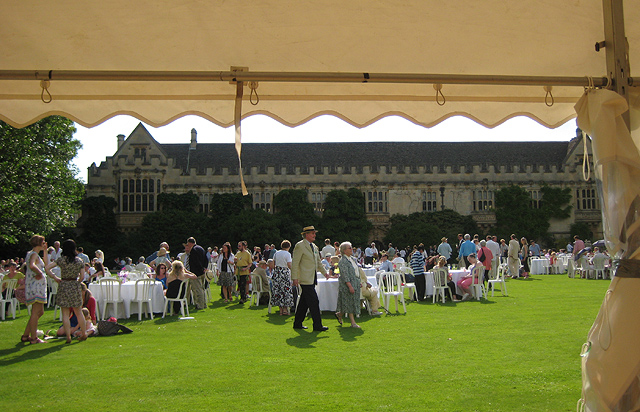
庭でのガーデンパーティー
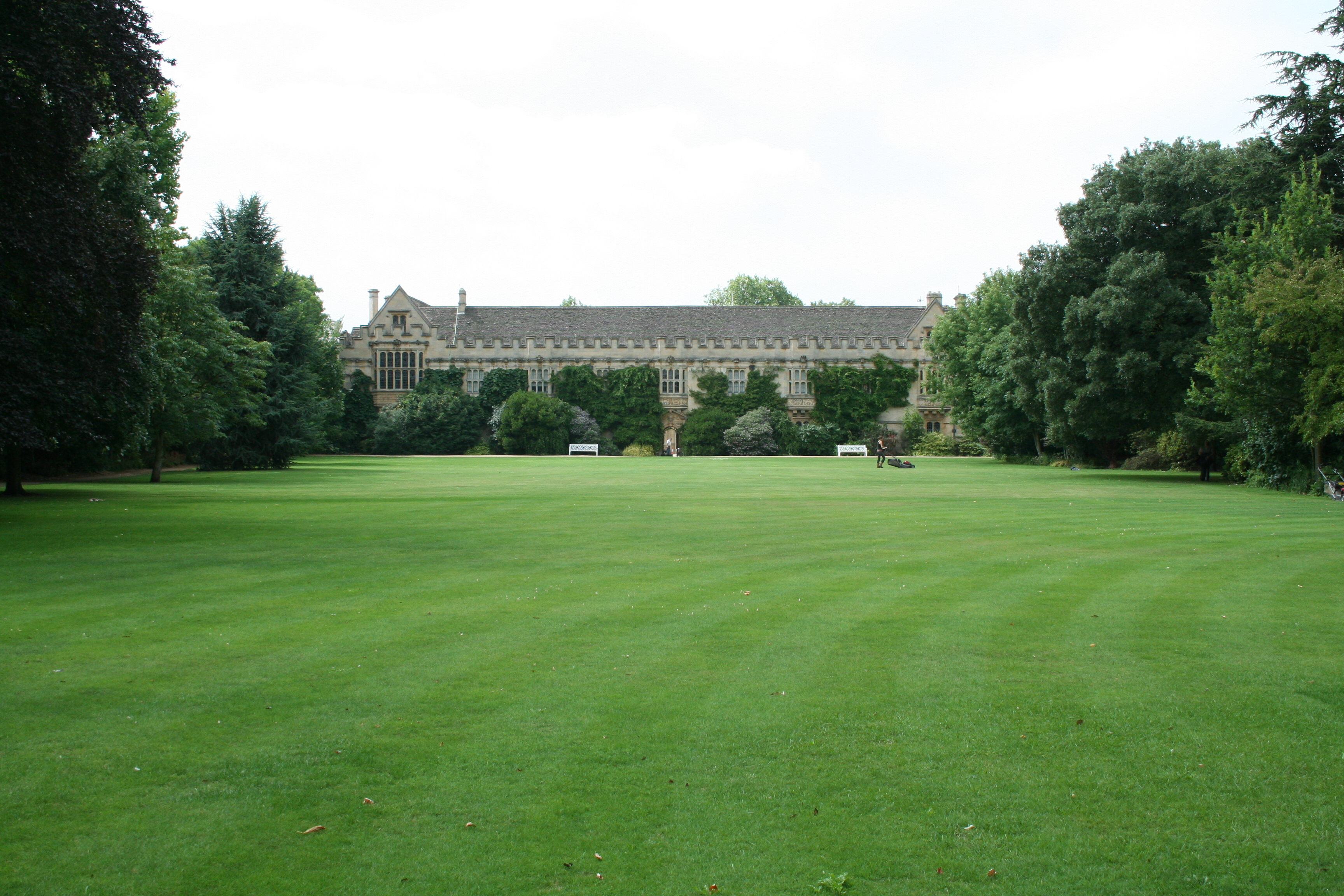
カレッジガーデン
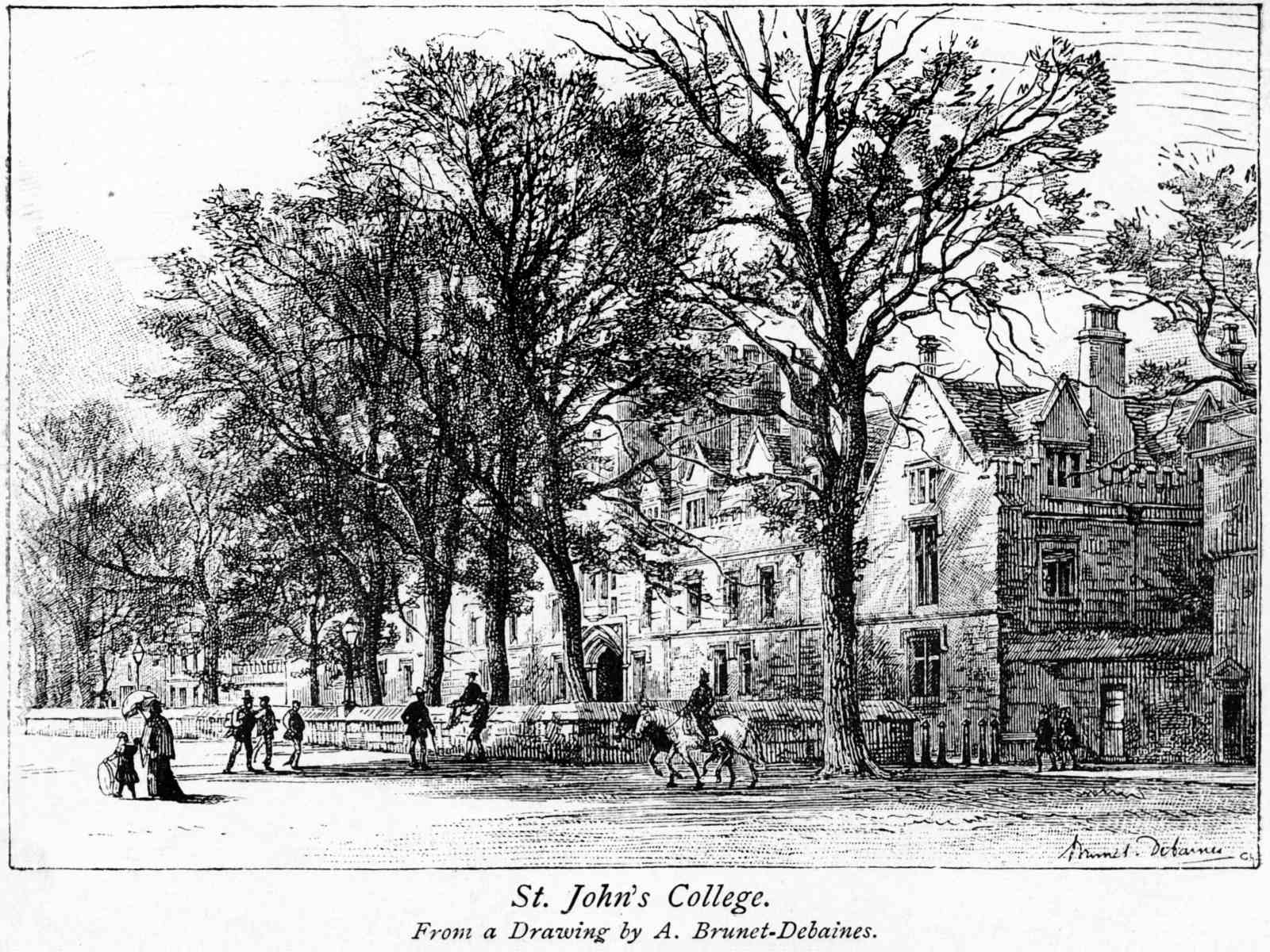
1896年のデッサン

## 学生生活

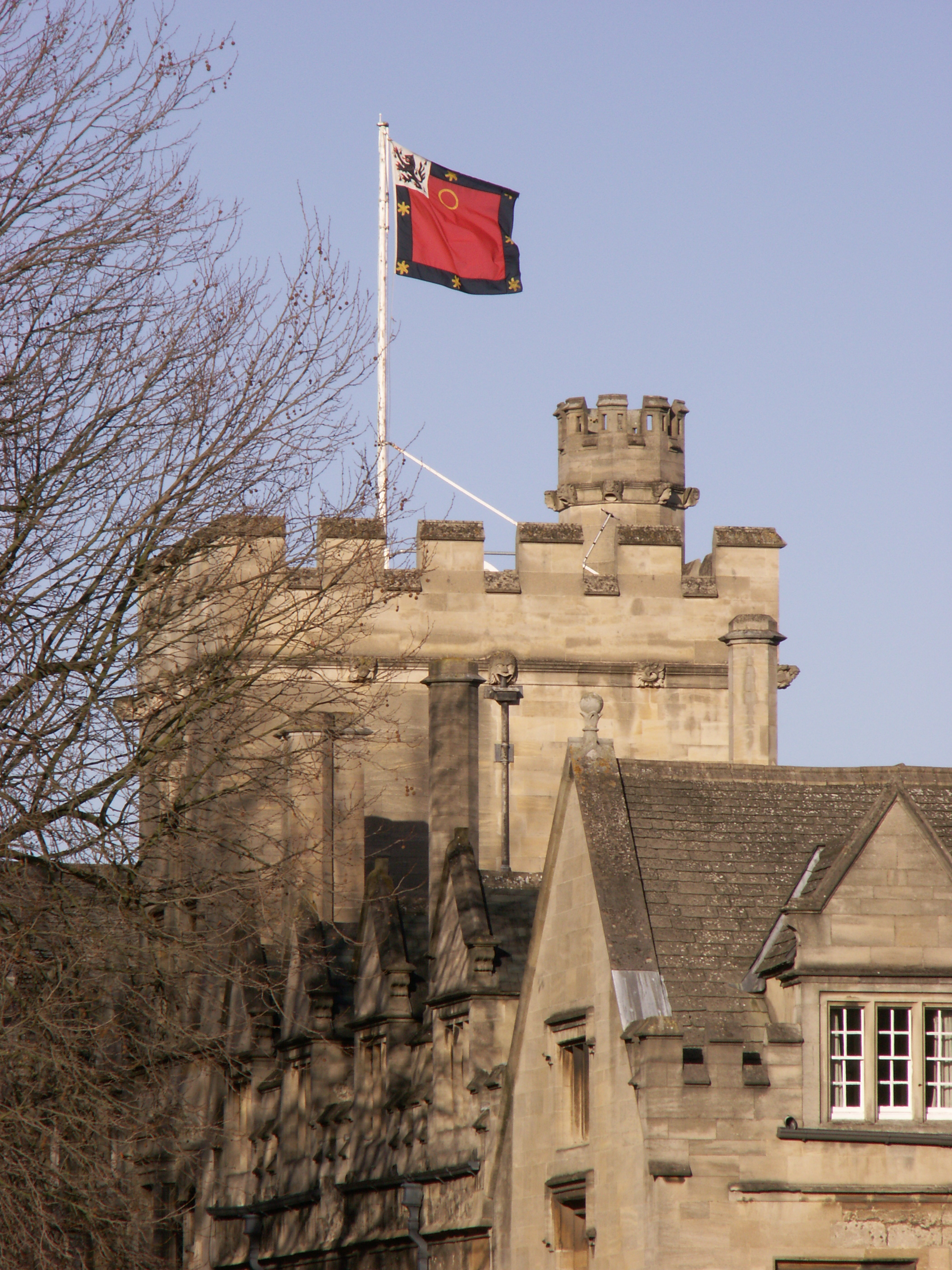
塔と旗

### ソシエティズ
セント・ジョンズ・カレッジ・ボートクラブ (SJCBC) は、数あるカレッジ・スポーツクラブの中で最大のものである。

## セント・ジョンズに関連する人々

### フェローと卒業生

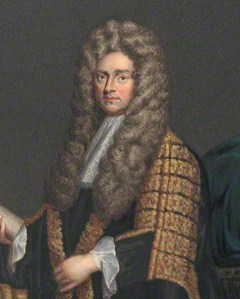
ジョン・スミス、財務大臣
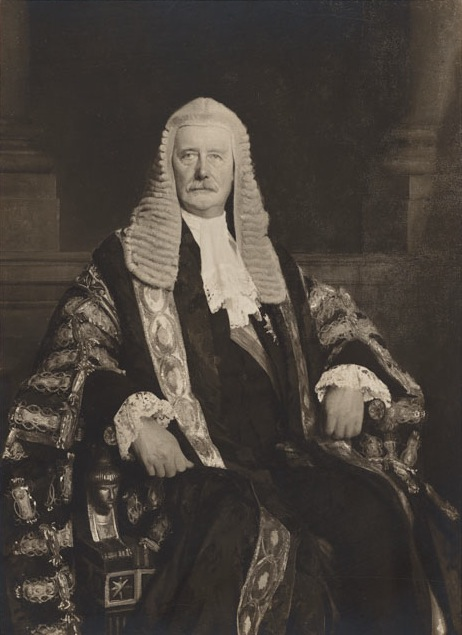
ジョージ・ケイヴ (初代ケイヴ子爵)（英語版）、弁護士と保守党政治家
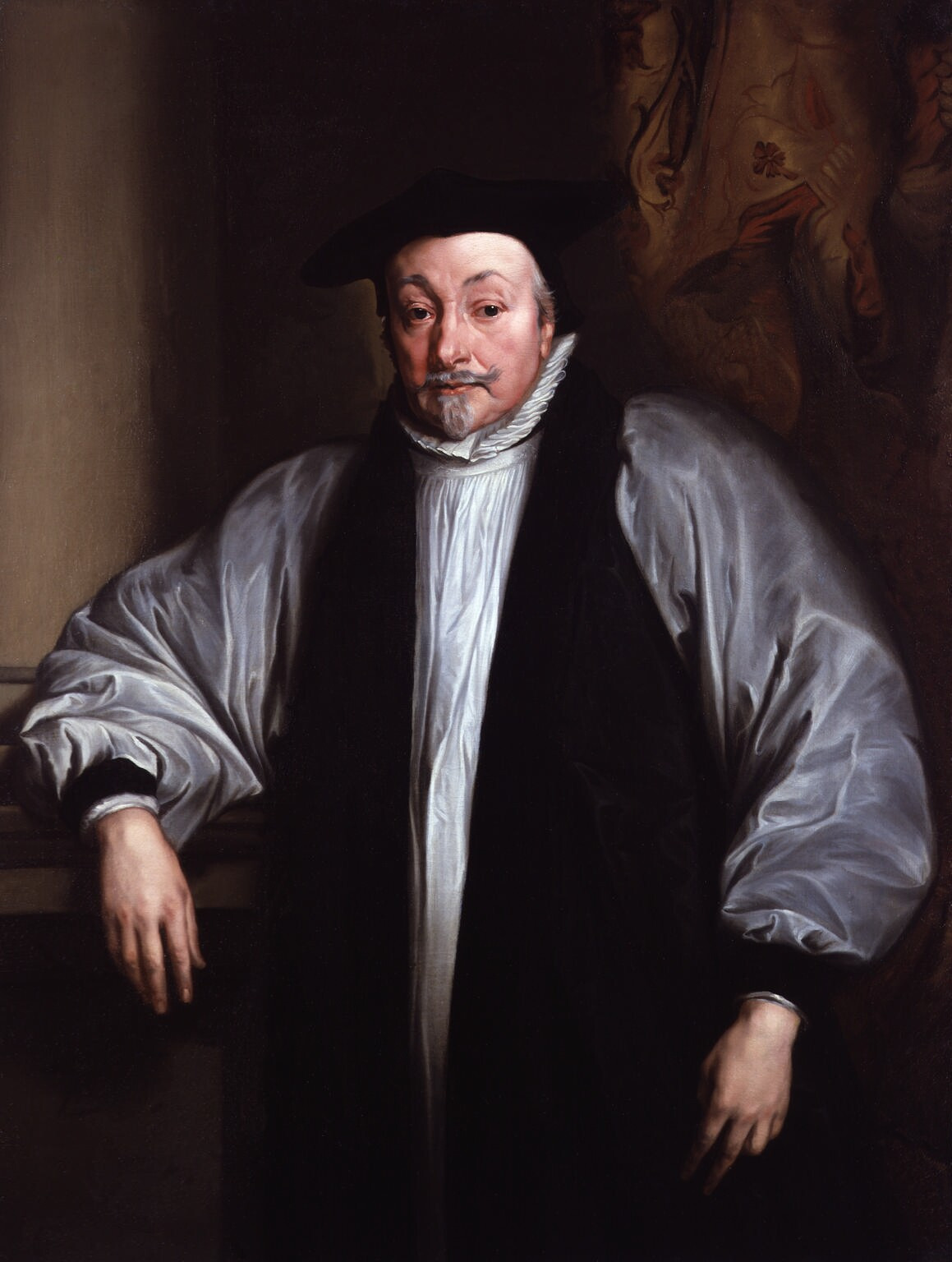
ウィリアム・ロード、第76代カンタベリー大主教
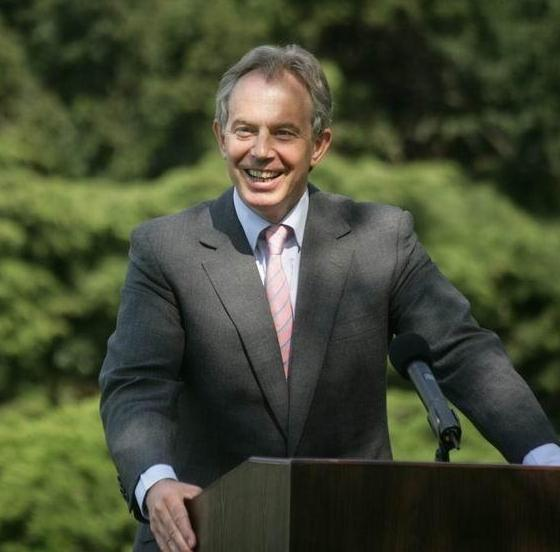
トニー・ブレア、イギリスの首相（1997年-2007年）
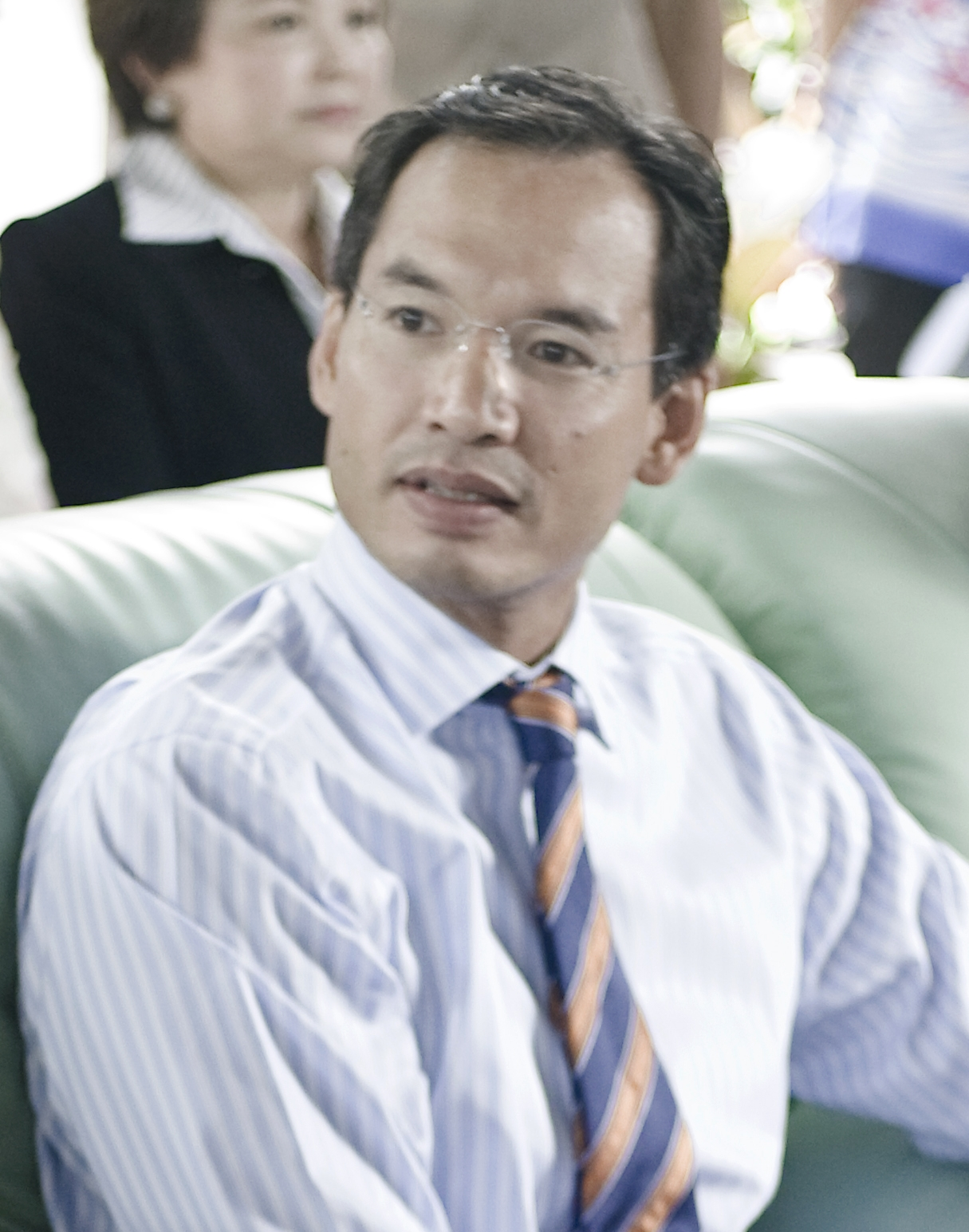
Korn Chatikavanij、タイの元財務大臣
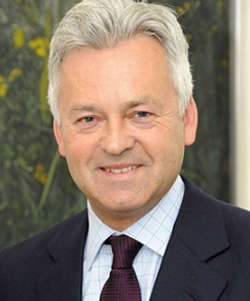
アラン・ダンカン（英語版）、保守党議員
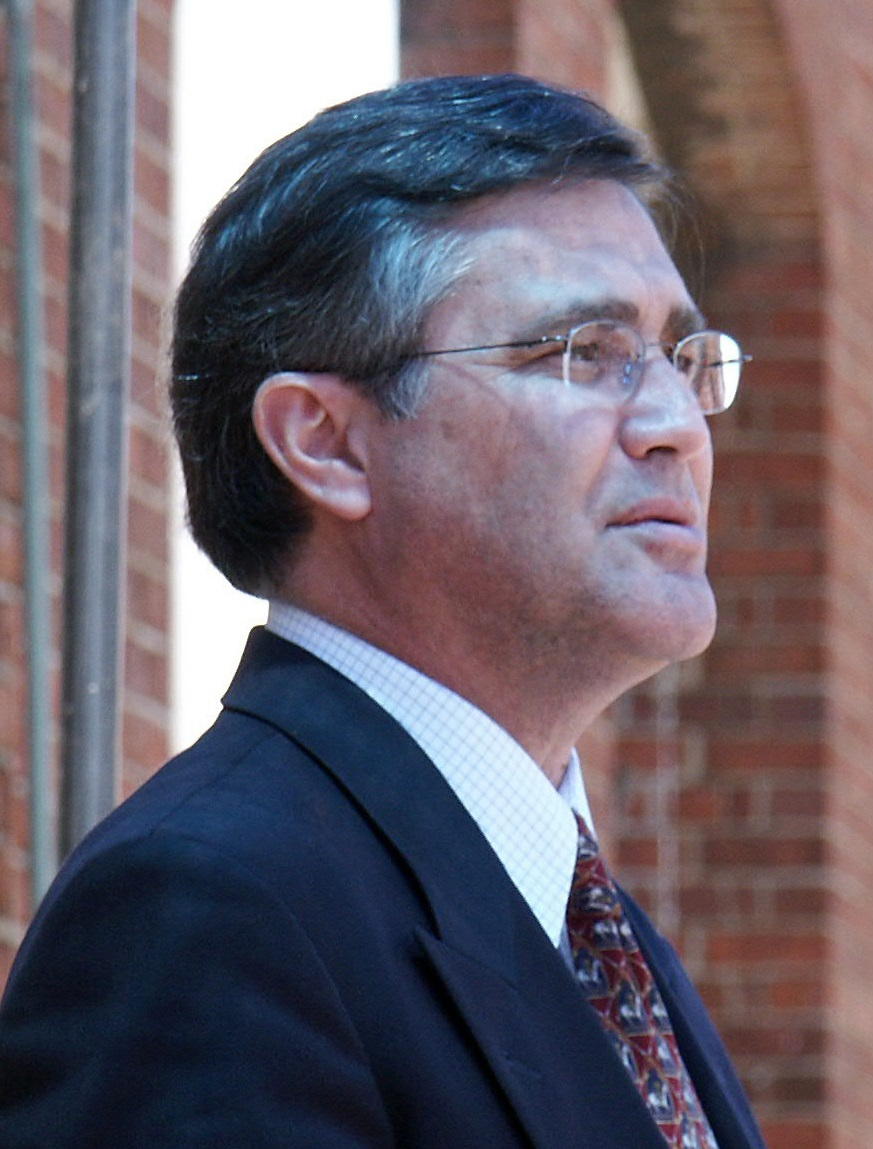
ジェフ・ギャロップ（英語版）、第27代西オーストラリア州首相
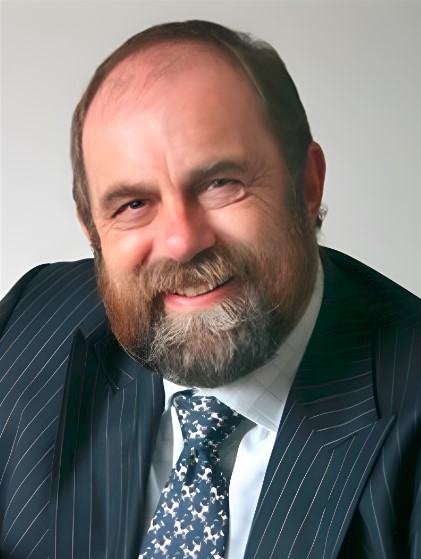
デビッド・ヒース（英語版）、自由民主党議員（1997年-2015年）
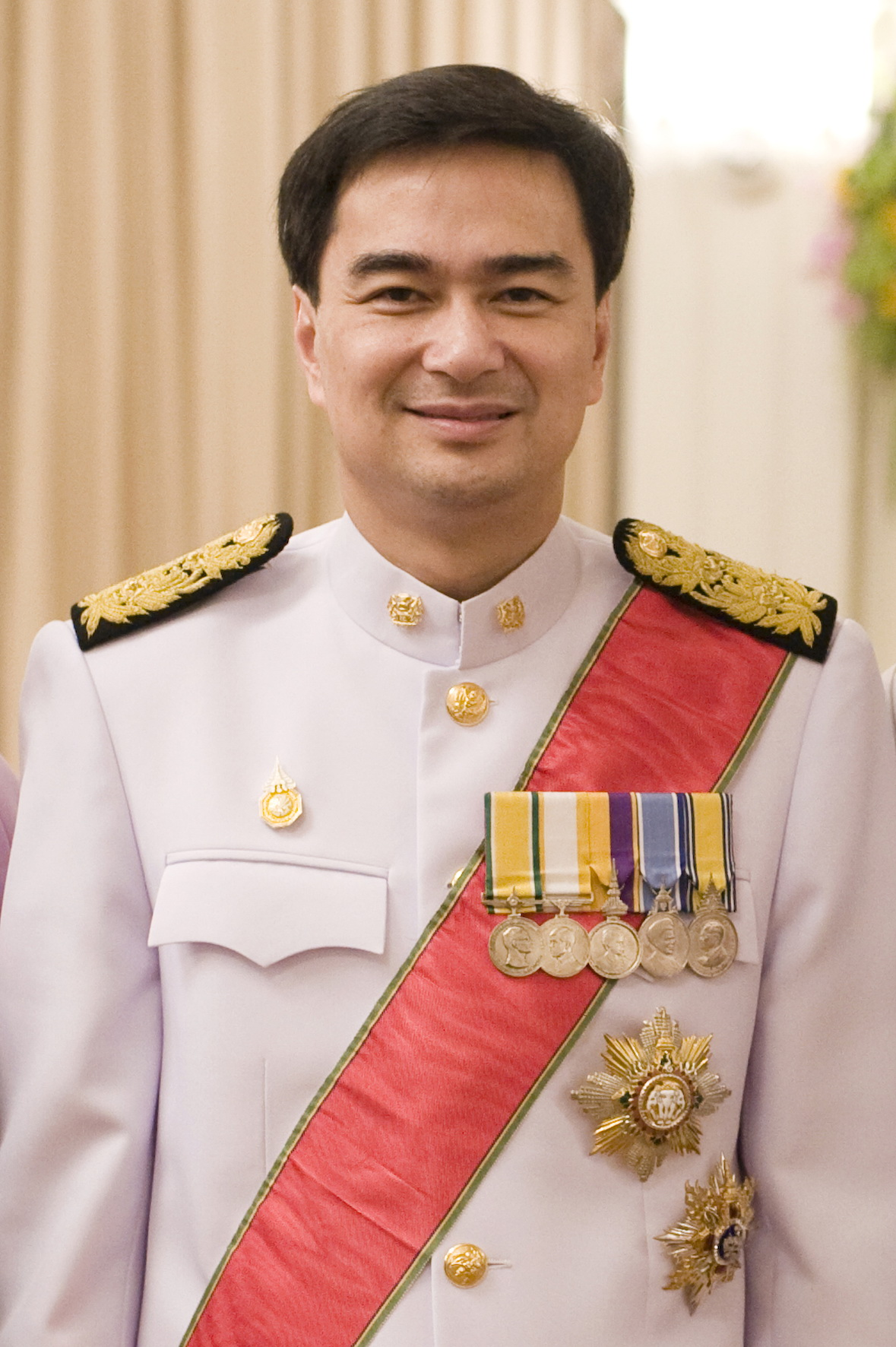
アピシット・ウェーチャチーワ、第27代タイ首相（2008年-2011年）
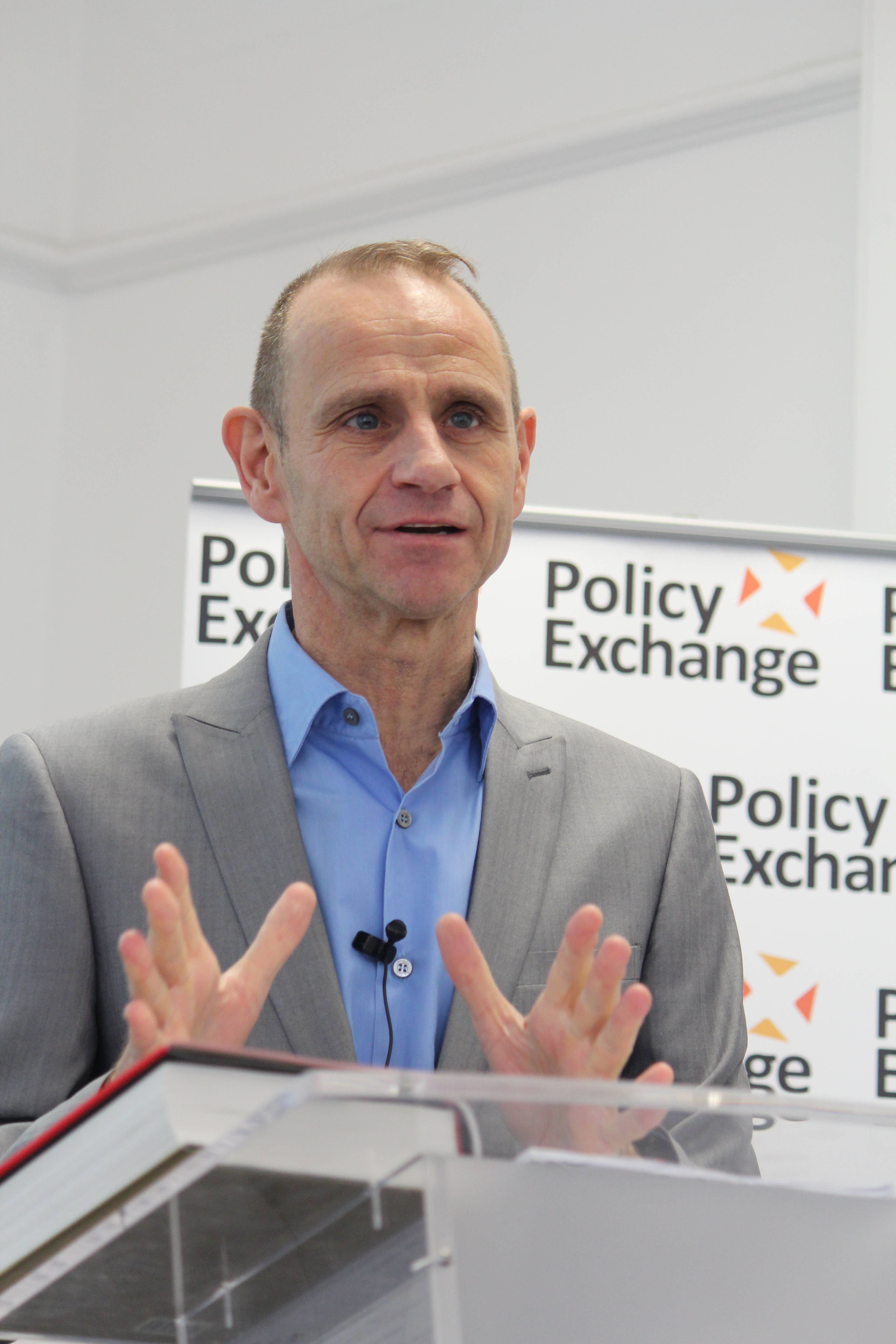
エヴァン・デイヴィス、ジャーナリスト、テレビ司会者
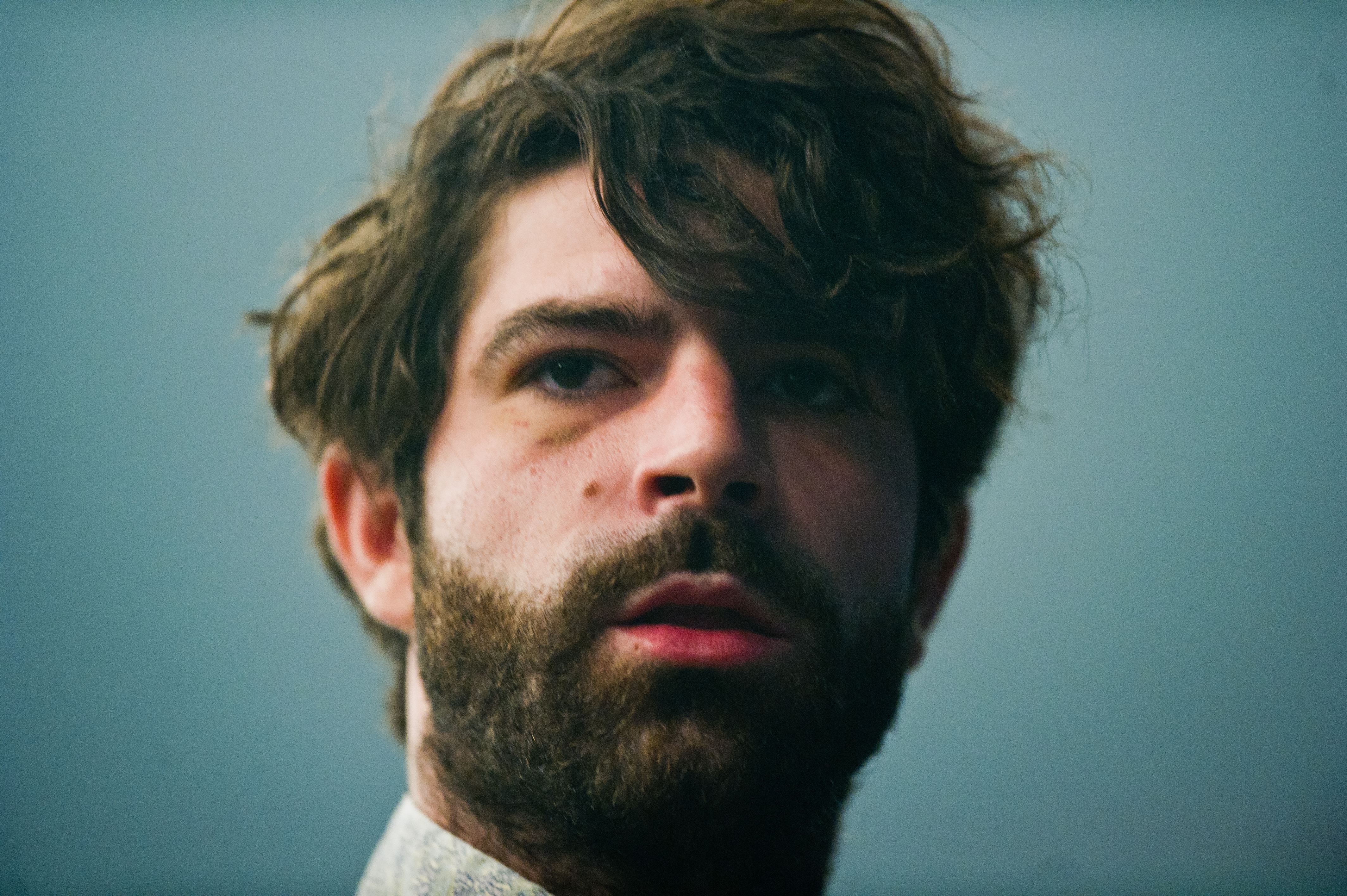
ヤニス・フィリッパケス、音楽家
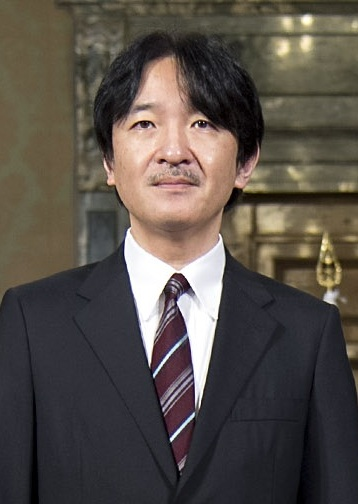
秋篠宮文仁親王、皇族、秋篠宮家当主